# Angelo
Angelo ist ein italienischer männlicher Vorname, der auch als Familienname auftritt.

## Herkunft und Bedeutung
Angelo ist eine Ableitung des griechischen Begriffs und Namens άγγελος, Angelos – Bote, Botschafter oder Bote Gottes als Übersetzung des hebräischen mal'ach (מלאך). Die weibliche Variante ist Angela.
Die spanische Form des Namens ist Ángel.

## Namenstage
- 5. Mai: Angelus der Karmelit (an diesem Tag auch weiblich Ángela de la Cruz)

## Namensträger

### Vorname

#### A
- Angelo Acciaioli (1340–1408), Bischof von Florenz 1383 bis 1385 und Kardinal
- Angelo Acciaiuoli (1298–1357), Bischof von Florenz 1342 bis 1355
- Angelo Acerbi (* 1925), italienischer Geistlicher, Diplomat des Heiligen Stuhls, Kardinal
- Angelo Alessio (* 1965), italienischer Fußballspieler und - trainer
- Angelo Amato (1938–2024), italienischer Ordensgeistlicher, Kurienkardinal der römisch-katholischen Kirche
- Angelo Anelli (1761–1820), italienischer Librettist und Schriftsteller
- Angelo Anquilletti (1943–2015), italienischer Fußballspieler
- Angelo d’Arrigo (1961–2006), italienischer Gleitschirm- und Hängegleiterpilot und Vogelkundler

#### B
- Angelo Badalamenti (1937–2022), amerikanischer Komponist italienischer Abstammung
- Angelo Bagnasco (* 1943), Erzbischof von Genua und Vorsitzender der Italienischen Bischofskonferenz
- Angelo Barbarigo (≈1350–1418), Kardinal der römisch-katholischen Kirche und Bischof von Verona
- Angelo Barletta (* 1977), italienisch-deutscher Fußballspieler
- Angelo Bartolomasi (1869–1959), Geistlicher der katholischen Kirche
- Angelo Berardi (≈1636–1694), italienischer Komponist, Violinist und Musiktheoretiker
- Angelo Bergamonti (1939–1971), italienischer Motorradrennfahrer
- Angelo Boffa (* 1976), Schweiz ansässiger Schauspieler und Filmproduzent mit italienischer Abstammung
- Angelo Branduardi (* 1950), italienischer Musiker und Songschreiber
- Angelo Buono (1934–2002), verurteilter Mörder, bekannt als Teil der Hillside Stranglers
- Angelo Burri (1939–2013), Schweizer Künstler und Musiker, siehe Angy Burri

#### C
- Angelo Cella (1923–2008), römisch-katholischer Bischof von Frosinone-Veroli-Ferentino
- Angelo Cibo († 1404), Kardinal der katholischen Kirche
- Angelo Cijntje (* 1980), niederländischer Fußballspieler
- Angelo Colagrossi (* 1960), Autor und Regisseur
- Angelo Comastri (* 1943), Kurienkardinal der römisch-katholischen Kirche
- Angelo Conterno (1925–2007), italienischer Radrennfahrer
- Angelo Correr (1335–1417), vom 30. November 1406 bis 4. Juli 1415 Papst, siehe Gregor XII.

#### D
- Angelo De Gubernatis (1840–1913), italienischer Orientalist, Dichter und Literaturhistoriker
- Angelo De Luca (1904–1975), italienischer Politiker und Minister
- Angelo Debarre (* 1962), französischer Sinto, Gitarrist und Jazzmusiker
- Angelo Camillo Decembrio (1415 – n. 1465), Übersetzer in Mailand und Neapel
- Angelo Dell’Acqua (1903–1972), vatikanischer Kurienkardinal der römisch-katholischen Kirche
- Angelo Di Livio (* 1966), italienischer Fußballspieler
- Angelo Dibona (1879–1956), Südtiroler Bergführer
- Angelo Maria Dolci (1867–1939), Erzbischof von Amalfi und Kurienkardinal der römisch-katholischen Kirche
- Angelo Domenghini (* 1941), italienischer Fußballspieler
- Angelo Donati (1885–1960), italienischer Bankier, Philanthrop und Diplomat
- Angelo Dundee (1921–2012, eigentlich Angelo Merena), US-amerikanischer Boxtrainer
- Angelo Maria Durini (1725–1796), Kardinal der katholischen Kirche

#### E
- Angelo Emo (1731–1792), letzter venezianischer Großadmiral
- Angelo Esposito (* 1989), kanadischer Eishockeyspieler

#### F
- Angelo Felici (1919–2007), Kurienkardinal der römisch-katholischen Kirche
- Angelo Franke (* 1966), italienischer Theater- und Fernsehschauspieler
- Angelo Frazier, ehemaliger US-amerikanischer Basketballspieler
- Angelo Furlan (* 1977), italienischer Radrennfahrer

#### G
- Ângelo Gammaro (1895–1977), brasilianischer Schwimmer und Wasserballspieler
- Angelo Gattermayer (* 2002), österreichischer Fußballspieler
- Angelo Gatto (1922–2018), italienischer Maler und Mosaizist
- Angelo Giori (1586–1662), Kardinal der Römisch-Katholischen Kirche

#### H
- Ángelo Henríquez (* 1994), chilenischer Fußballspieler

#### I
- Angelo Iachino (1889–1976), italienischer Flottenadmiral

#### J
- Angelo Jank (1868–1940), deutscher Tiermaler, Graphiker und Mitglied der Münchner Sezession
- Angelo Jelmini (1893–1968), Apostolischer Administrator im Bistum Lugano, Schweiz

#### K
- Angelo Kelly (* 1981), irisch-US-amerikanischer Musiker
- Angelo Kern, US-amerikanischer Schauspieler und Model
- Angelo Kramel (1903–1975), deutscher Gewerkschafter und Politiker der CSU

#### L
- Angelo Francesco Lavagnino (1909–1987), italienischer Filmkomponist

#### M
- Angelo Maffucci (1847–1903), italienischer Pathologe
- Angelo Mai (1782–1854), italienischer Kardinal und Philologe
- Angelo Minich (1817–1893), italienischer Chirurg
- Angelo de Mojana di Cologna (1905–1988), 77. Großmeister des Malteserordens
- Angelo Mosso (1846–1910), italienischer Physiologe
- Angelo Mozilo (1938–2023), amerikanischer Geschäftsmann

#### N
- Angelo Neumann (1838–1910), deutscher Sänger und Theaterintendant

#### O
- Angelo Ogbonna (* 1988), italienischer Fußballspieler

#### P
- Angelo Palombo (* 1981), italienischer Fußballspieler
- Angelo Partecipazio († 827), 10. Doge von Venedig
- Angelo Peruzzi (* 1970), italienischer Fußballspieler
- Angelo Poliziano (1454–1494), italienischer Humanist und Dichter der Renaissance

#### Q
- Angelo Quaglio (1829–1890), deutscher Theaterdekorationsmaler und Innenarchitekt

#### R
- Angelo Ragazzi (≈1680–1750), italienischer Komponist und Violinist
- Angelo Rizzo (1926–2009), Bischof von Ragusa
- Ángelo Rodríguez (* 1989), kolumbianischer Fußballspieler
- Angelo Giuseppe Roncalli (1881–1963), bürgerlicher Name von Papst Johannes XXIII.
- Angelo Rotta (1872–1965), Apostolischer Nuntius in Budapest

#### S
- Angelo Sala (1576–1637), Arzt und Wissenschaftler
- Angelo Scapecchi (1910–1996), Weihbischof in Arezzo in Italien
- Angelo Schiavio (1905–1990), italienischer Fußballspieler
- Angelo Scola (* 1941), emeritierter Erzbischof von Mailand
- Angelo Secchi (1818–1878), italienischer Astronom und Jesuitenpater
- Angelo Sodano (1927–2022), Kardinaldekan der römisch-katholischen Kurie
- Angelo Soliman (≈1721–1796), afrikanischer Kammerdiener, Prinzenerzieher von Erbprinz Alois I. von Liechtenstein und Freimaurer

#### T
- Angelo Taylor (* 1978), US-amerikanischer Leichtathlet und Olympiasieger

#### V
- Angelo Vaccaro (* 1981), italienisch-deutscher Fußballspieler
- Angelo Vassallo, italienischer Wasserballspieler
- Angelo Ventura (1930–2016), italienischer Historiker
- Angelo Vier (* 1972), deutscher Fußballspieler

#### Z
- Angelo Zorzi (1890–1974), italienischer Turner und zweifacher Olympiasieger

### Künstlername
- D’Angelo (* 1974), US-amerikanischer R&B-Musiker
- Nino D’Angelo (* 1957), italienischer Sänger, Komponist und Schauspieler
- Nino de Angelo (* 1963), deutscher Schlagersänger

### Familienname
- Albert Angelo, Sr. (1920–2007), US-amerikanischer Politiker
- Anton Angelo (1805–1873), dänischer Maler; Sohn von Gottfried Nicolai Angelo
- Carolina Beatriz Ângelo (1878–1911), portugiesische Ärztin und Frauenrechtlerin
- Claude Angelo (1893–1981), australischer Ringer
- Diego Ângelo (* 1986), brasilianischer Fußballspieler
- Jean Angelo (1875–1933), französischer Schauspieler
- Juan Carlos Prado Ángelo (* 2005), bolivianischer Tennisspieler
- Fina Angelo, vanuatische Fußballschiedsrichterin
- Karl d’Angelo (1890–1945), deutscher Politiker (NSDAP), SS-Mitglied
- Gottfried Nicolai Angelo (1767–1816), Kupferstecher; Vater von Anton Angelo
- Mario Angelo (1950–2015), österreichischer Autor und Regisseur
- Mario d’Angelo (* 1954), französischer Hochschullehrer und Berater
- Richard Angelo (* 1962), US-amerikanischer Serienmörder
- Silvia Angelo (* 1969), österreichische Unternehmerin
- Yves Angelo (* 1956), französischer Kameramann, Regisseur und Drehbuchautor

### Familienname Di Angelo, DiAngelo
- Matt Di Angelo (* 1987), britischer Schauspieler
- Robin DiAngelo (* 1956), amerikanische Soziologin, Beraterin und antirassistische Aktivistin

## Fiktives
- Angelo, Spielfilm von Markus Schleinzer (2018)
- Angelo!, Animationskinder- und Jugendserie aus Frankreich